# Cerdal
Cerdal es una freguesia portuguesa del concelho de Valença, con 20,86 km² de superficie y 1.744 habitantes (2001). Su densidad de población es de 83,6 hab/km².